# Huntington (Metro de Washington)
Huntington es una estación en la línea Amarilla del Metro de Washington, administrada por la Autoridad de Tránsito del Área Metropolitana de Washington. La estación se encuentra localizada la Avenida Huntington en la comunidad de Huntington en Virginia.

## Conexiones de autobuses
- WMATA Metrobus
- Fairfax Connector